# Groeve de Schark

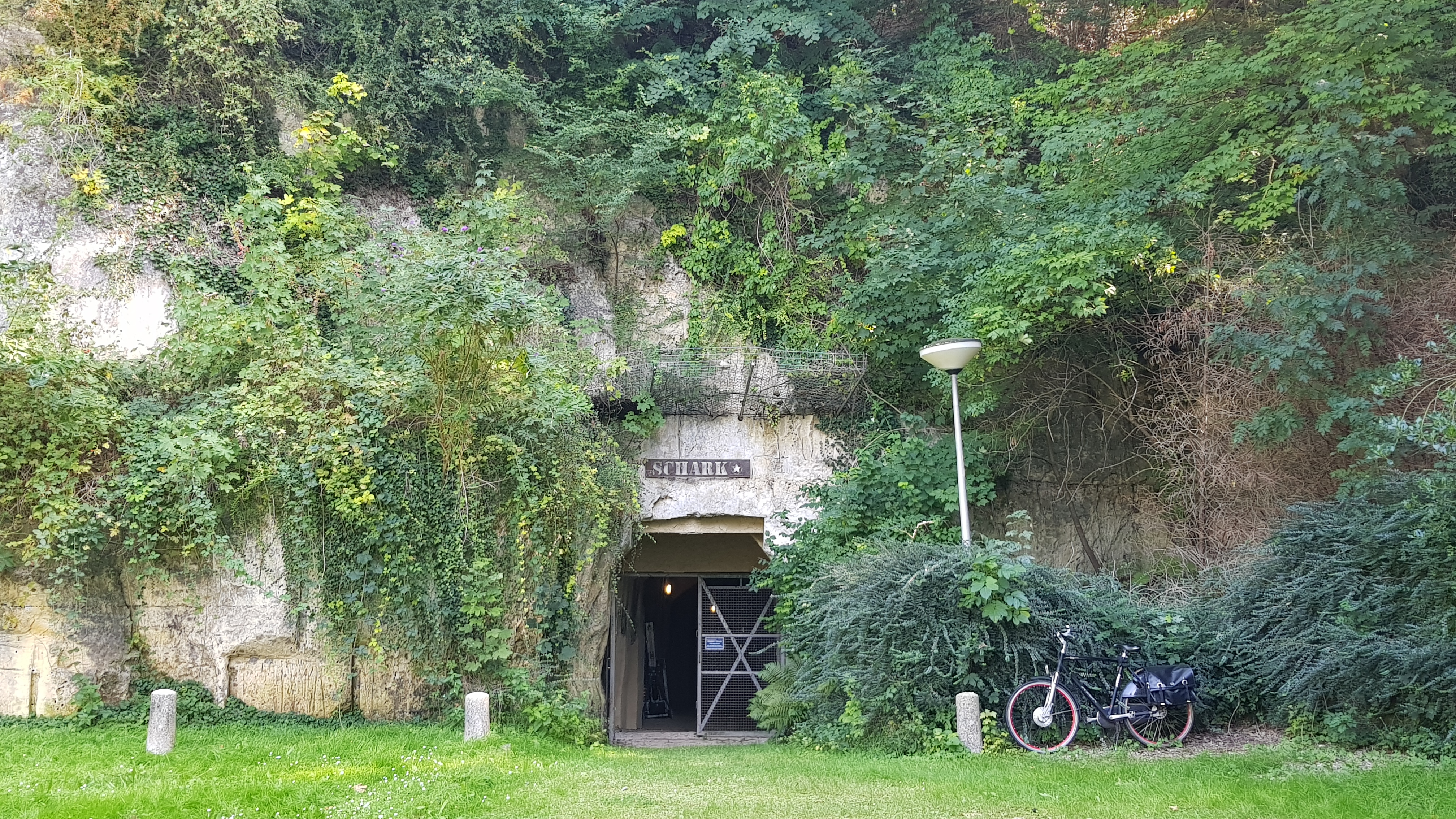
ingang Groeve de Schark (in Jekerdal)

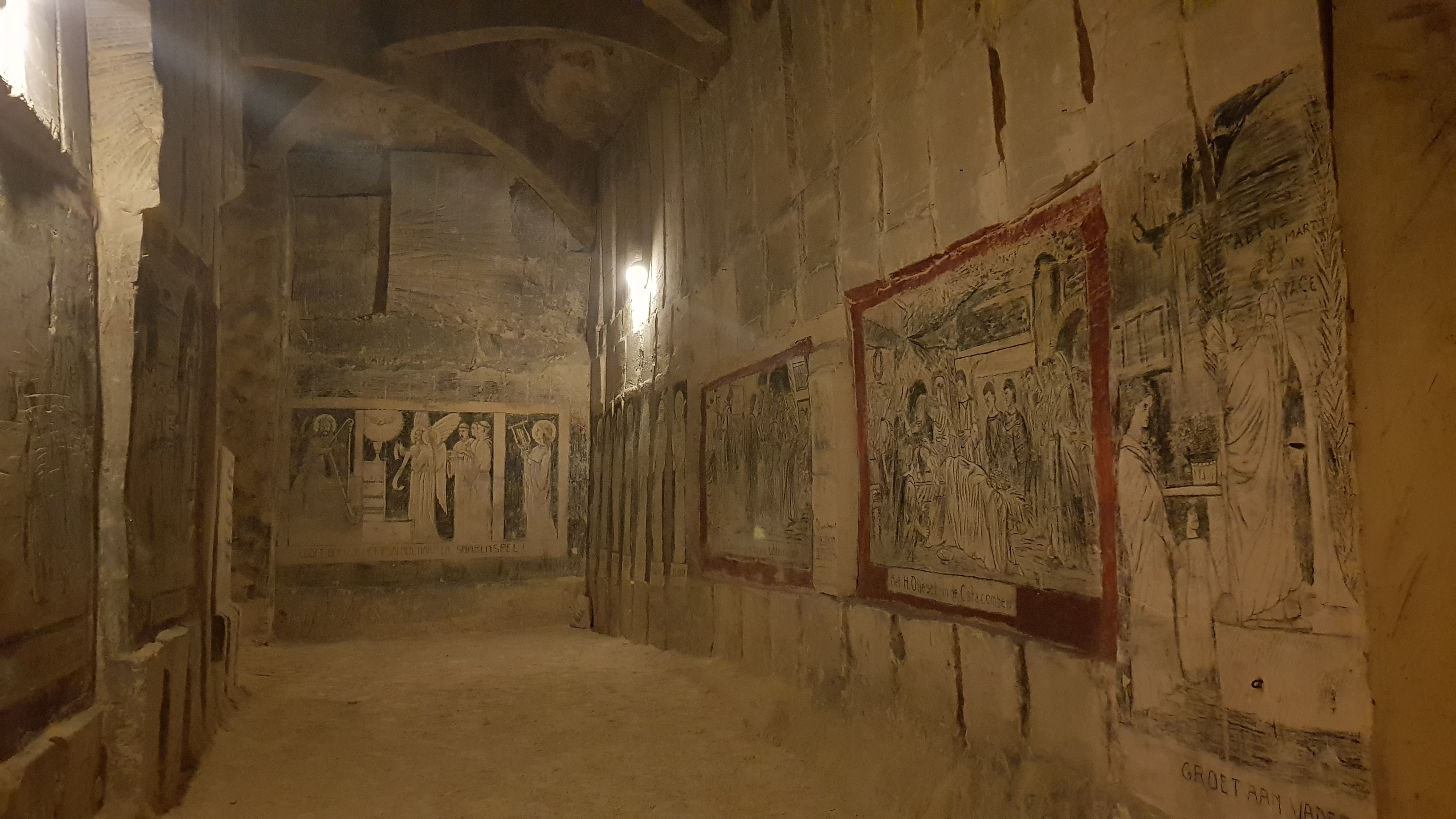
een gang

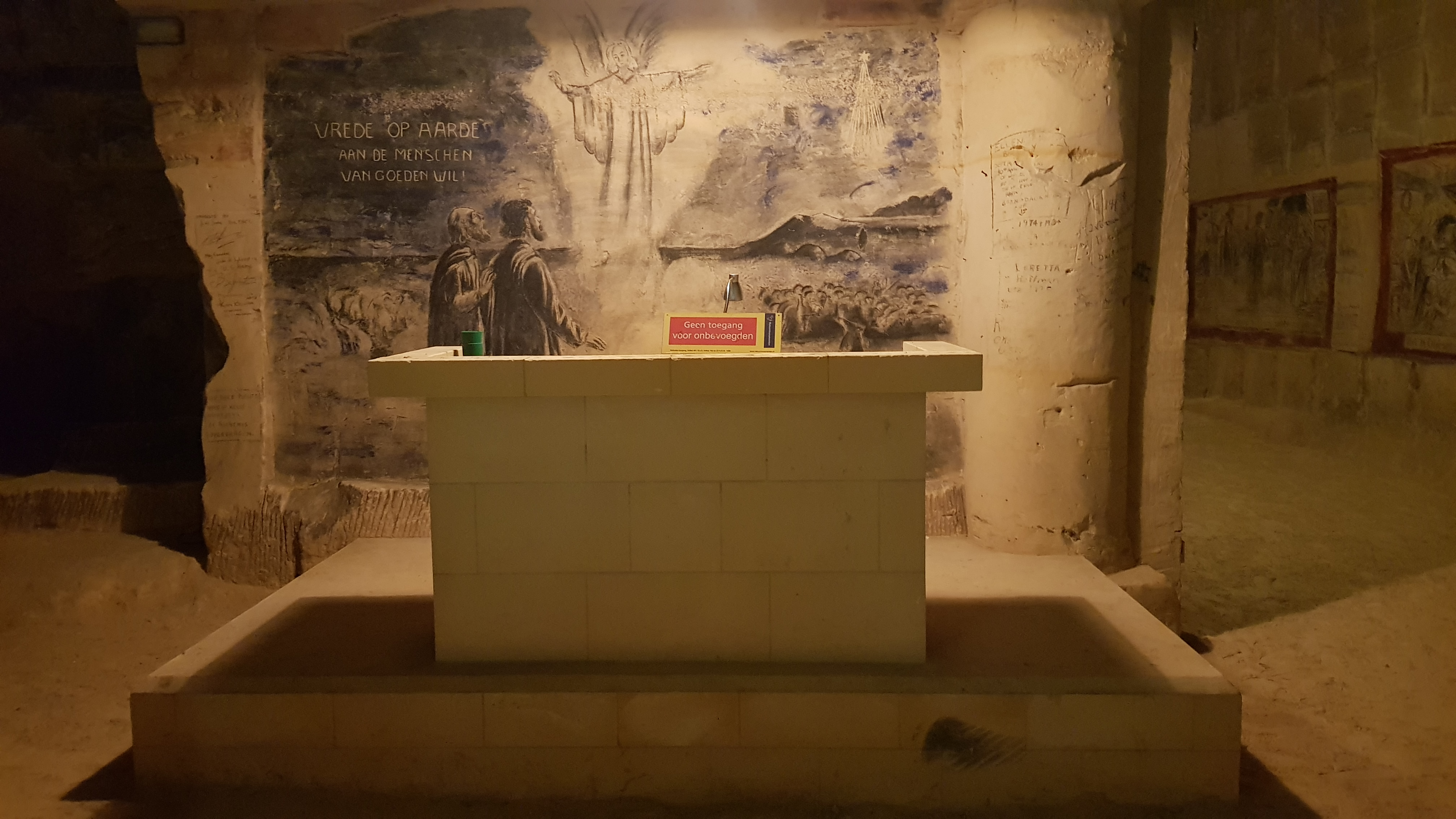
het altaar

De Groeve de Schark of Groeve de Grote Schark is een voormalige Limburgse mergelgroeve in Nederlands Zuid-Limburg in de gemeente Maastricht. De groeve ligt in de oostelijke dalwand van het Jekerdal en op de noordwestelijke helling van de Sint-Pietersberg en het Plateau van Caestert.
Direct noordelijk naast de groeve-ingang bevindt zich de ingang van de groeve Neven Schark. Op ongeveer 400 meter ten noordoosten ligt de Groeve van der Zwaan en op ongeveer 300 meter ten zuidwesten ligt de Groeve de Tombe. Op ongeveer 125 meter ten zuidoosten van de groeve-ingang ligt de noordwestelijke groeve-wand van de ENCI-groeve.
Jaarlijks wordt er in december een traditionele kerstviering in de groeve gehouden om de soldaten te gedenken die in december 1944 dat ook deden.

## Geschiedenis
In 1921 verwierven de Broeders van de Beyart het buitenhuis Schark. Het terrein omvatte toen reeds een kleine mergelgroeve die in eerdere jaren door blokbrekers was aangelegd. De broeders versierden diverse groevewanden met onder andere houtskooltekeningen.
Op 24 december 1944 werd tijdens kerstavond in de groeve een hoogmis opgedragen voor Amerikaanse soldaten die tijdens de Tweede Wereldoorlog in de omgeving gelegerd waren. De soldaten hebben op de muren met houtskool hun naam geschreven.
In 1972 werd de groeve eigendom van de ENCI.
Sinds 2005 worden de gebouwen op het terrein gebruikt voor de dagopvang van ouderen.
In het voorjaar van 2012 werd er een gang gegraven vanuit de ENCI-groeve (zuidwesten Oehoevallei) naar Groeve de Schark. Deze veertig meter lang gang kwam na enkele weken in mei 2012 klaar.
In april 2017 werd het eigendom van de groeve door de ENCI overgedragen aan Natuurmonumenten.

## Groeve
De groeve is de grotere groeve van de twee groeves en gaat ongeveer 100 meter diep de bergwand in. Groeve de Schark heeft één ingang en er zijn tal van zijgangen. De groeve heeft geen verbinding met Neven Schark. Wel heeft de groeve achterin een nieuwe verbinding met de ENCI-groeve.
In de groeve zijn vele kunstwerken te zien.

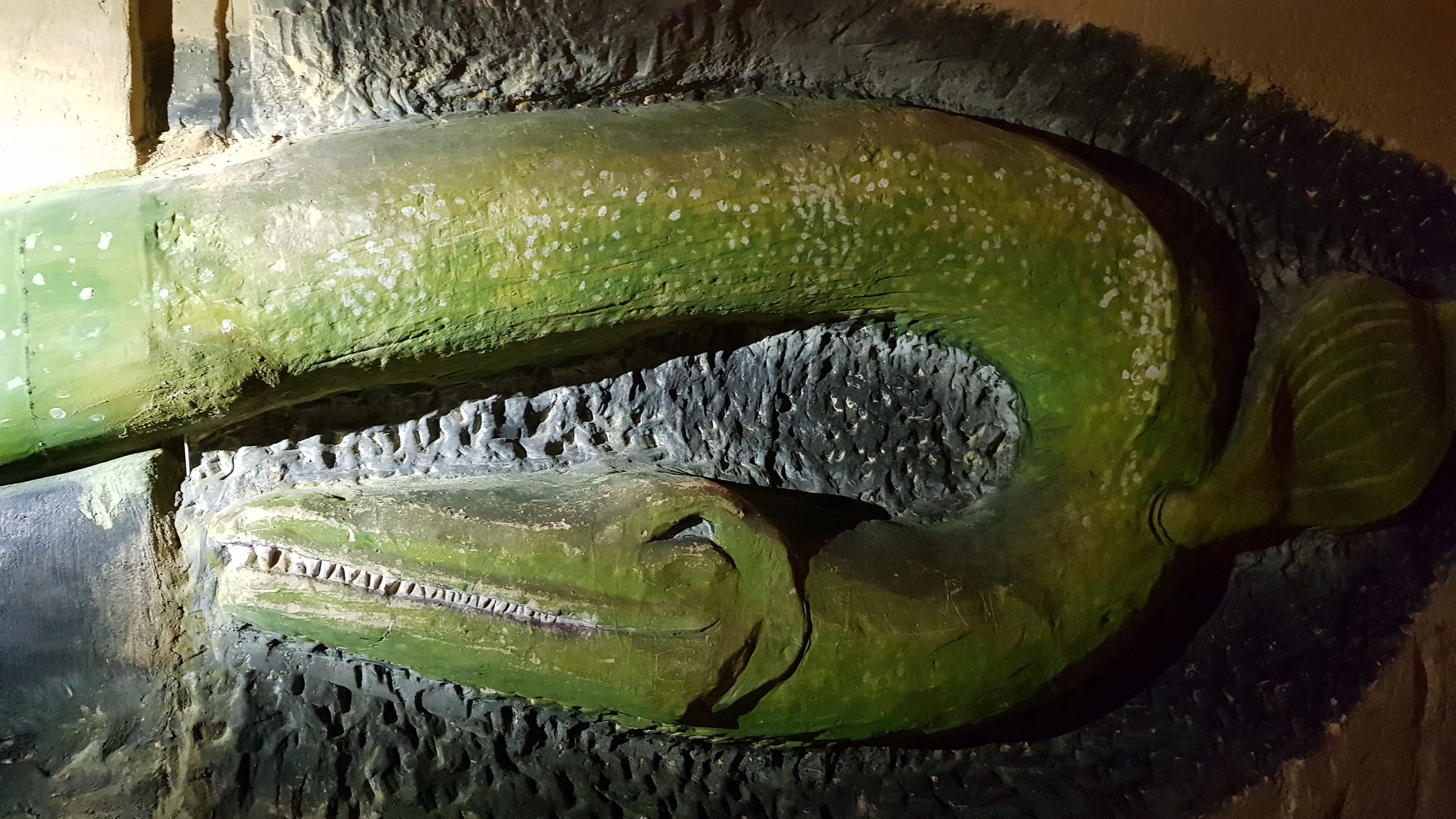
Mosasaurus Magistratus Lidwini
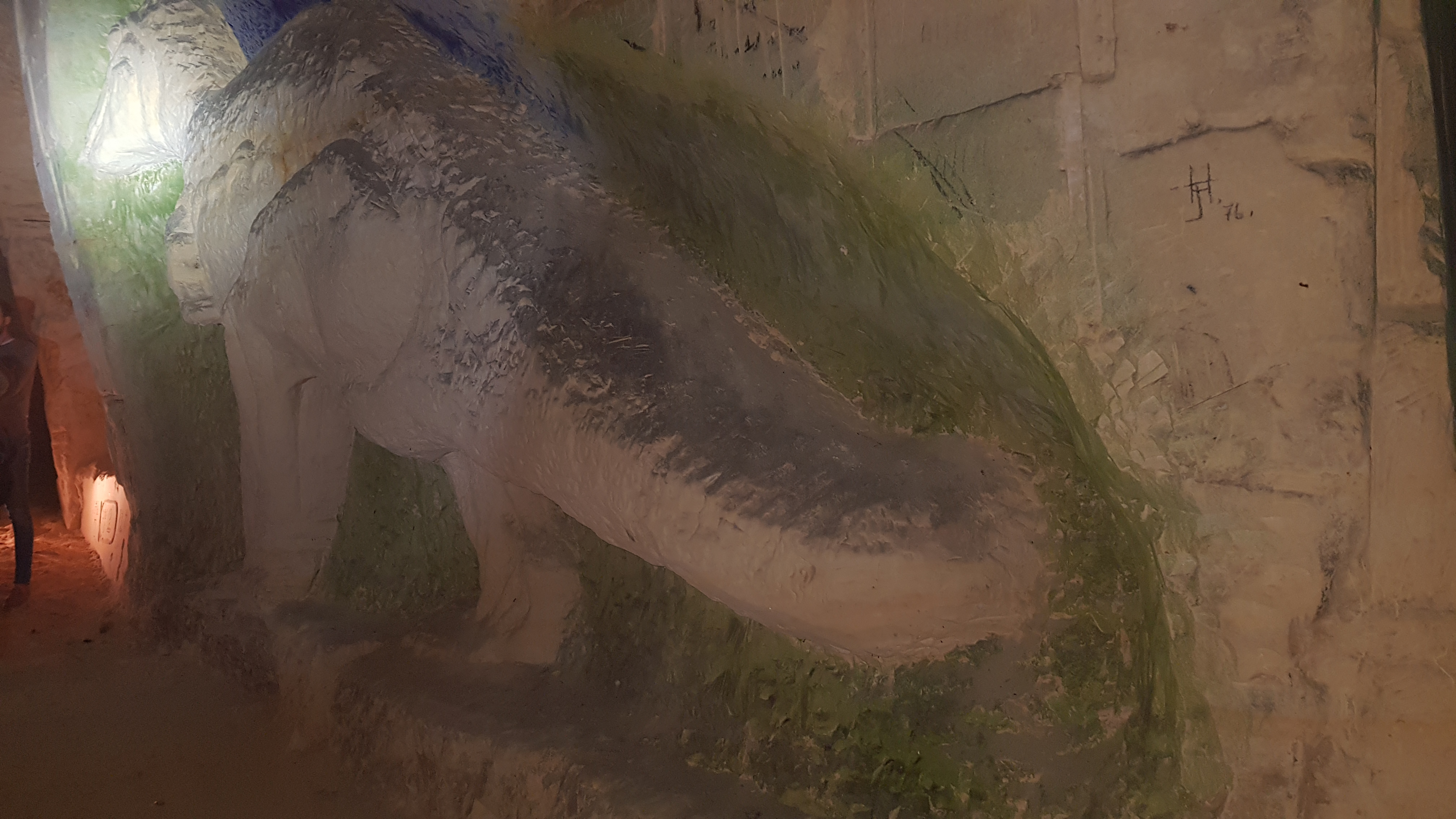
een dinosaurus
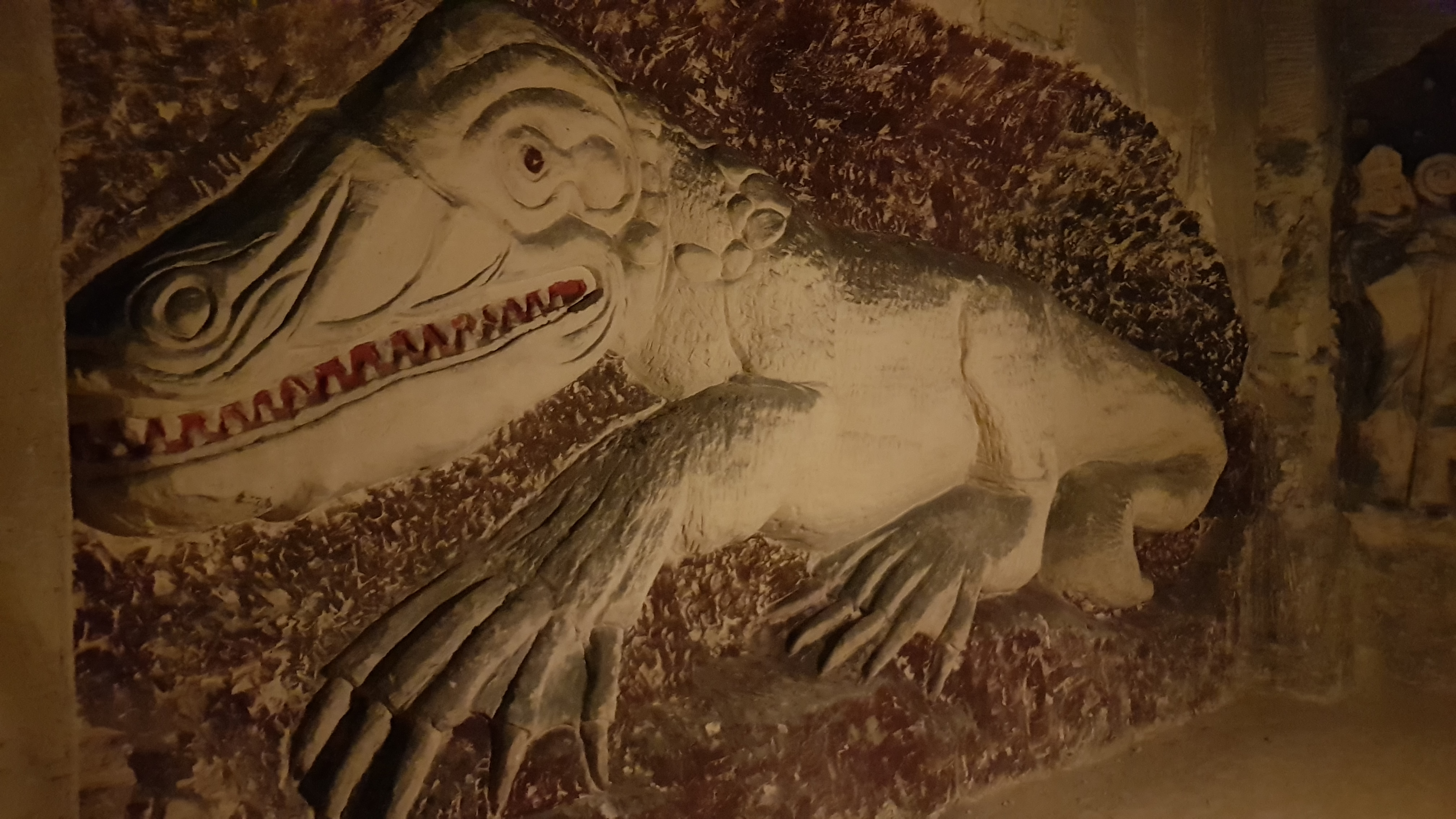
een mergelhagedis
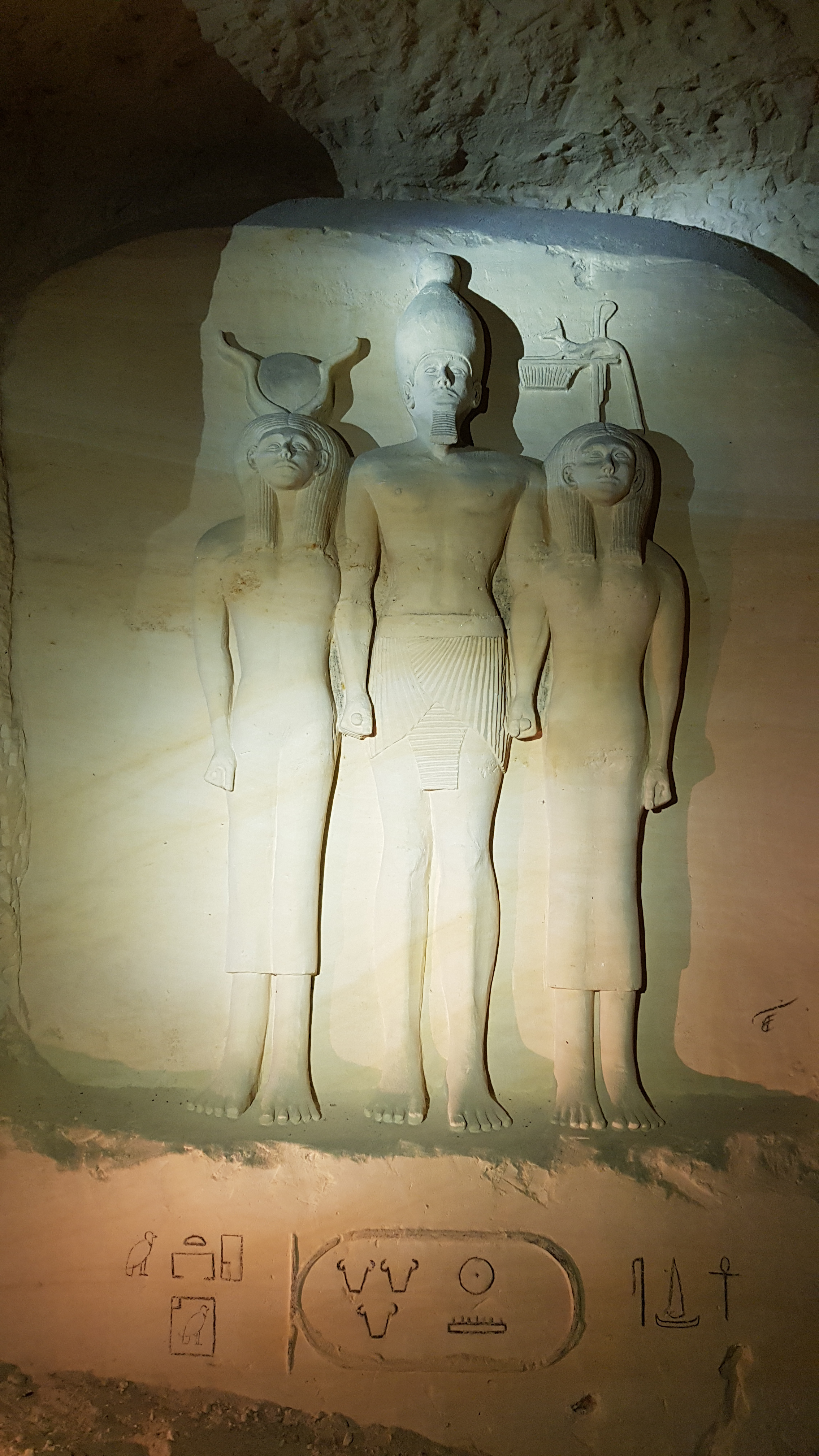
Egyptische taferelen
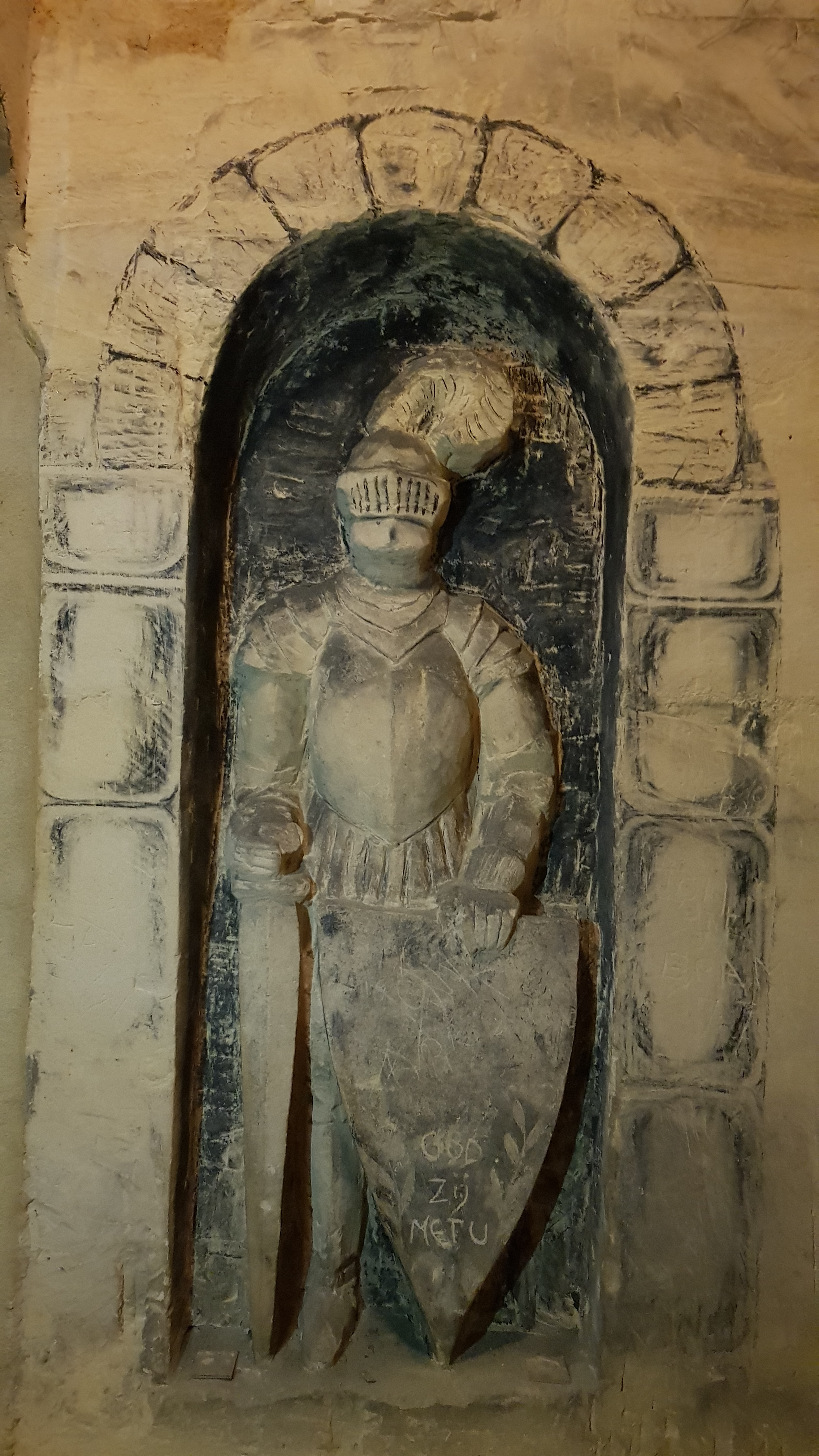
een ridder
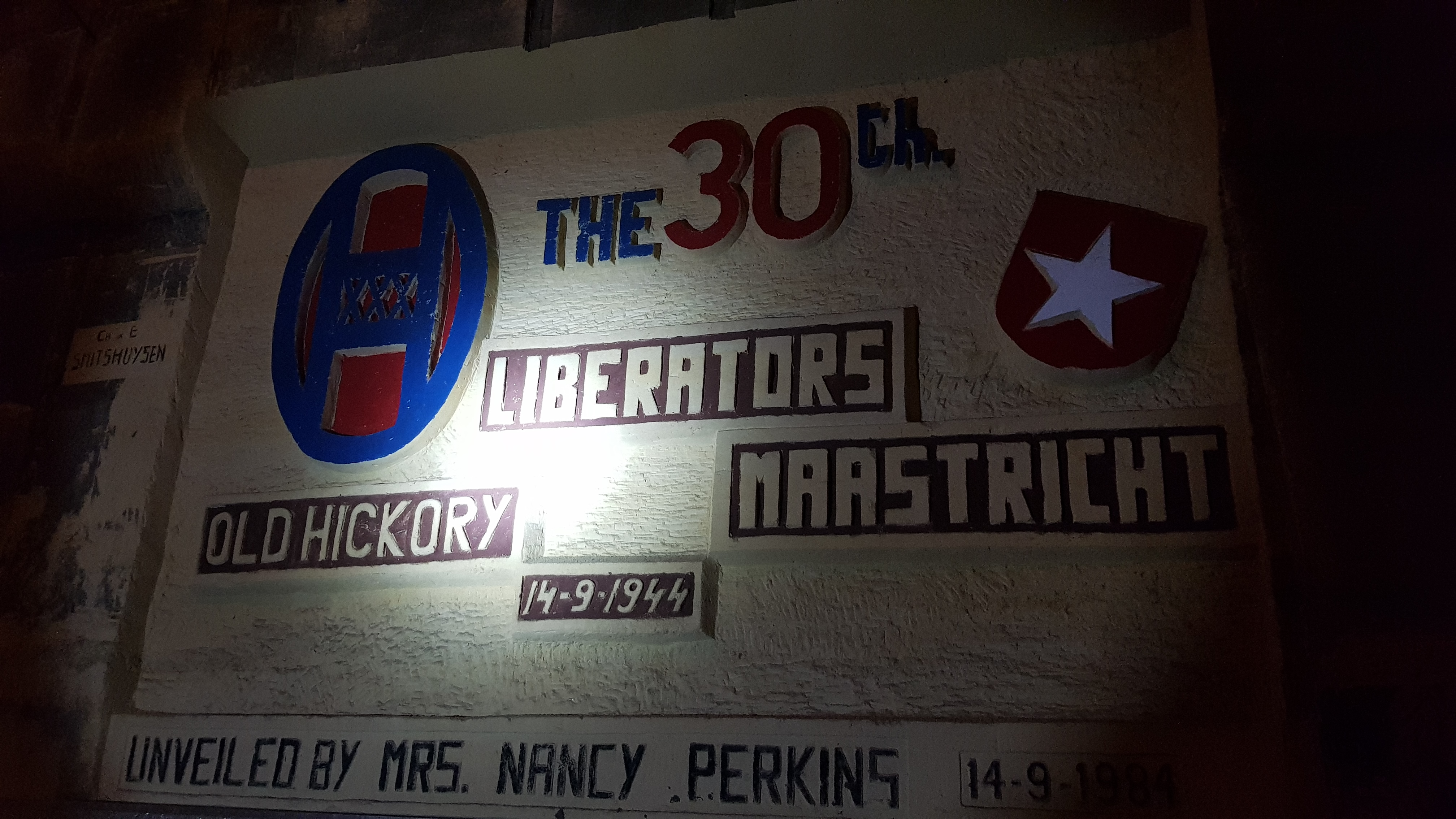
Old Hickory
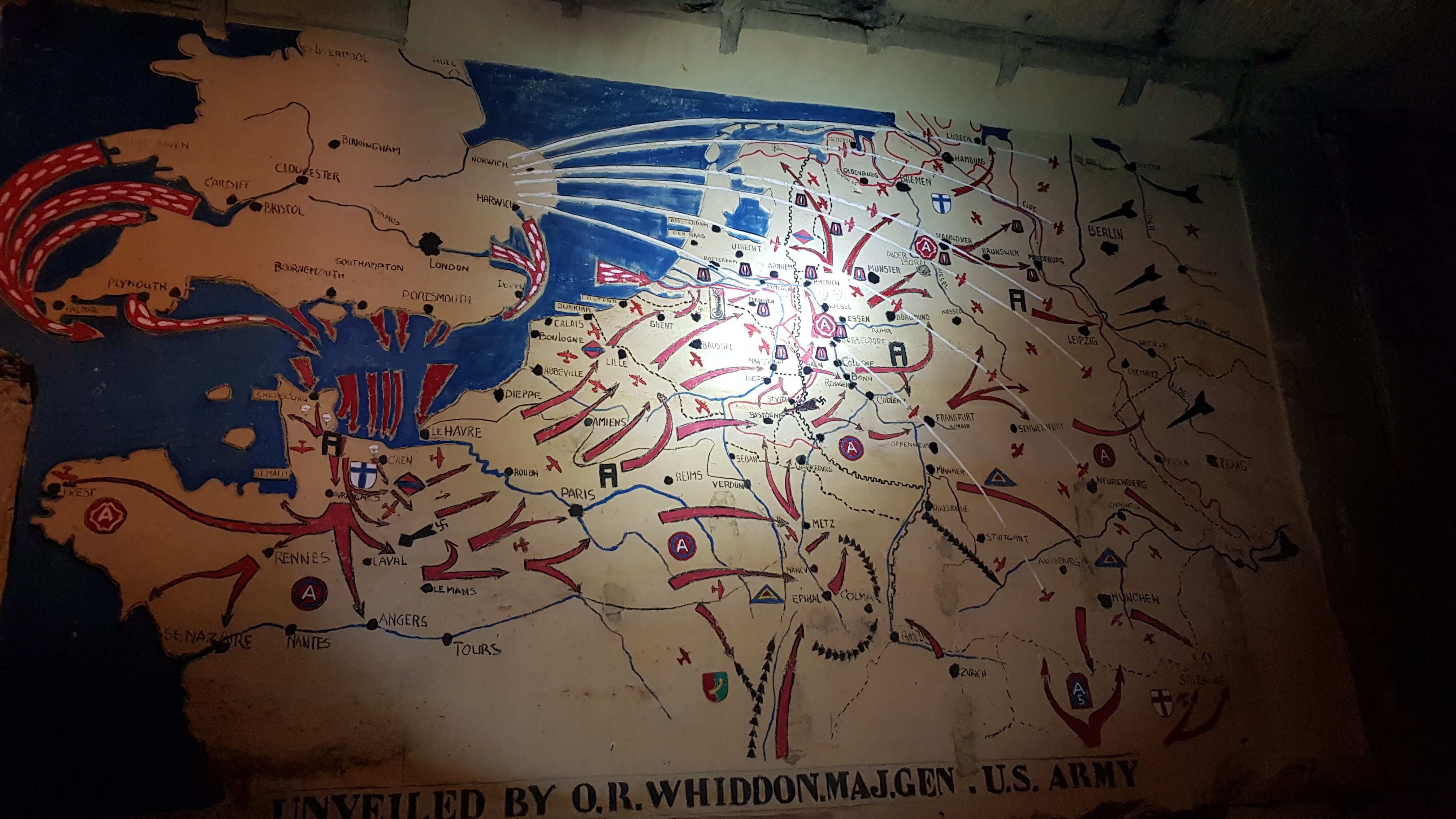
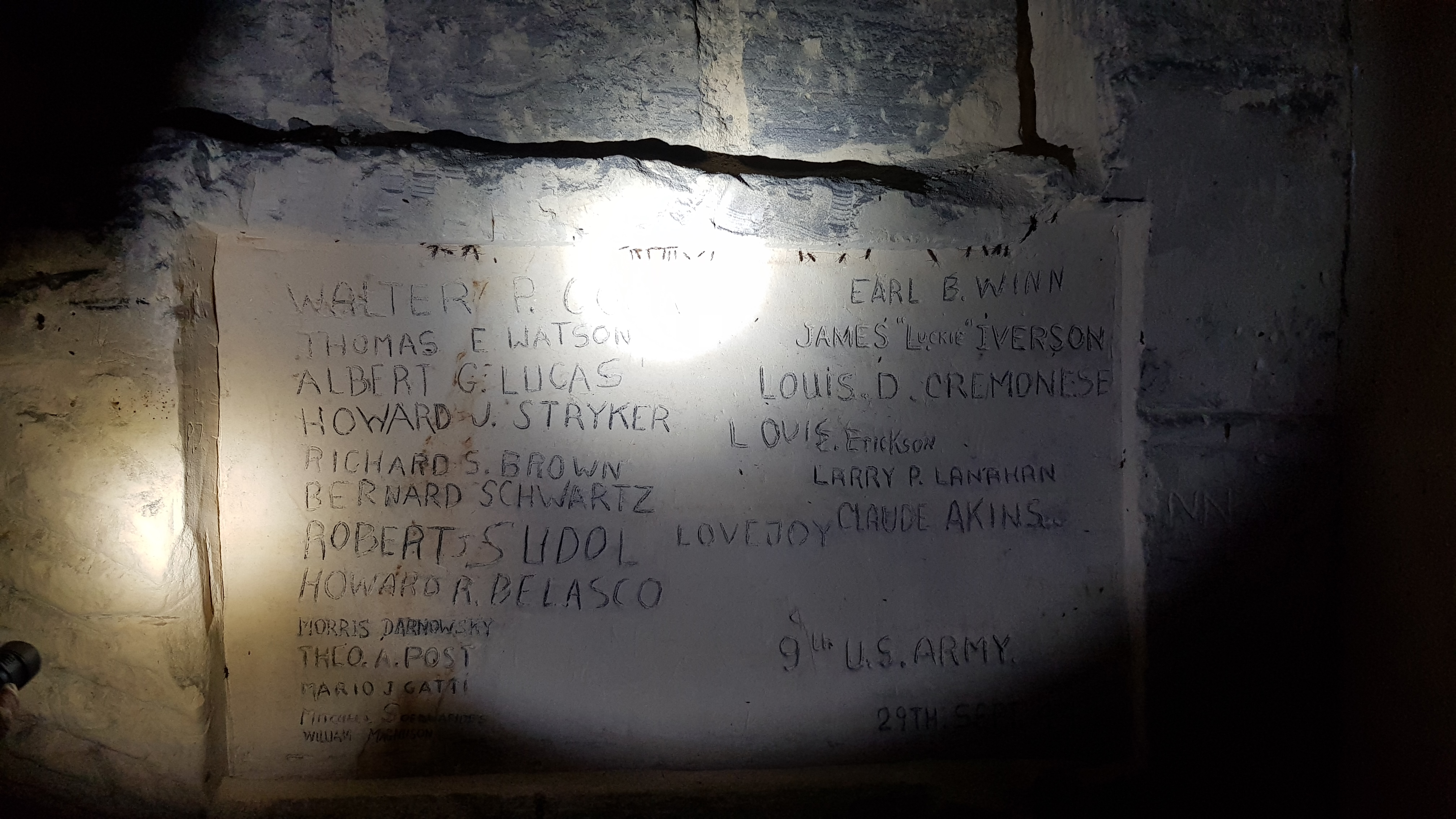
9th US Army